# Kup europskih prvaka 1974./75. (košarka)
Ovo je osamnaesto izdanje Kupa europskih prvaka u košarci. Sudjelovale su 24 momčadi. Završnica je odigrana u Antwerpenu 10. travnja 1975. Jugoslavija je imala jednog predstavnika: KK Zadar.

## Turnir

### Poluzavršnica
- Real Madrid -  Zadar 109:82, 130:117
- AS Berck -  Ignis Varese 85:86, 79:98

### Završnica
- Ignis Varese -  Real Madrid 79:66

- europski prvak:  Ignis Varese (četvrti naslov)
  - sastav ([1]): Edoardo Rusconi, Sergio Rizzi, Maurizio Gualco, Mauro Salvaneschi, Marino Zanatta, Bob Morse, Aldo Ossola, Dino Meneghin, Bessi, Enzo Carraria, Ivan Bisson, Charlie Yelverton, Massimo Lucarelli, Lepori, trener Sandro Gamba